# 임천추
임천추(任千秋, ? ~ 기원전 26년)는 전한 후기의 관료로, 자는 장백(長伯)이다. 태상 임궁의 아들이다.

## 행적
초원 2년(기원전 47년), 아버지 임궁의 뒤를 이어 익양후(弋陽侯)에 봉해졌다.
초원 4년(기원전 45년), 태상에 임명되었다.
영광 2년(기원전 42년) 7월, 원제는 광록훈 풍봉세에게 강족 토벌을 명하였다. 그해 8월, 태상 임천추는 분무장군(奮武將軍)이 되어 6만여 명의 병력을 이끌고 풍봉세를 도우러 출정하였고, 풍봉세와 함께 10월에 농서에 집결하여 한 달만에 임무를 완수하였다.
성제 때인 건시 2년(기원전 31년), 집금오에 임명되었다.
건시 3년(기원전 30년), 우장군 왕상이 광형을 대신하여 승상으로 승진하였다. 임천추는 왕상의 뒤를 이어 우장군으로 전임되었다가 이듬해 좌장군으로 전임되었고, 3년 후인 익양강후 22년(기원전 26년)에 죽었다. 시호를 강(剛)이라 하였고, 아들 임운이 작위를 이었다.

## 출전
- 반고, 《한서》
  - 권17 경무소선원성공신표
  - 권19하 백관공경표 下
  - 권79 풍봉세전
- 사마광, 《자치통감》 권28
- 호삼성, 《자치통감음주》 권28